# Subversión
Con el término subversión (del latín: subvertor ‘trastocar, dar vuelta’) se denomina aquello que se propone alterar un orden establecido o que es capaz de ello, bien sea de índole política, social o moral. Asimismo, como subversivo también puede calificarse aquello que simplemente pretende alterar el orden público o la estabilidad política.

## Descripción
Ya en el siglo XIV se utilizaba en inglés con referencia a temas de derecho y en el siglo XV empezó a emplearse con relación a reinados. Este es el origen de su uso moderno, que se refiere a intentos de derrocar estructuras de autoridad, incluyendo al Estado. A este respecto, puede relacionarse con la palabra sedición y no sustituirla, ya que la connotación de ambas palabras es un poco diferente, puesto que sedición sugiere un alzamiento abierto contra la autoridad, mientras que subversión se refiere a las bases de la fe en el statu quo o crear conflictos entre personas.
Varios autores recientes, en tradiciones postmodernas y postestructurales (incluyendo particularmente a autores feministas), han prescrito una ligera forma de subversión. Desde su punto de vista no es, directamente, el Estado el que debe ser subvertido, sino las fuerzas culturales predominantes, como el patriarcado, el individualismo y el racionalismo científico. La implementación de este nuevo blanco de la subversión se debe sobre todo a las ideas de Antonio Gramsci, quien señaló que la revolución comunista requería la erosión de la hegemonía cultural en cualquier sociedad.

## Uso en Argentina
El término «subversión» u «organizaciones subversivas» ha sido usado desde principios del siglo XX en documentos o comunicados oficiales del gobierno.
El libro Nunca Más, de un informe oficial de la CONADEP, señala que las autoridades del Proceso de Reorganización Nacional usaron dicho término con un alcance imprevisible durante la caza de brujas que habían desencadenado:

porque la lucha contra los «subversivos», con la tendencia que tiene toda caza de brujas o de endemoniados, se había convertido en una represión demencialmente generalizada, porque el epíteto de subversivo tenía un alcance tan vasto como imprevisible. En el delirio semántico, encabezado por calificaciones como «marxismo-leninismo», «apátridas» , «materialistas y ateos» , «enemigos de los valores occidentales y cristianos» , todo era posible: desde gente que propiciaba una revolución social hasta adolescentes sensibles que iban a villas-miseria para ayudar a sus moradores. Todos caían en la redada: dirigentes sindicales que luchaban por una simple mejora de salarios, muchachos que habían sido miembros de un centro estudiantil, periodistas que no eran adictos a la dictadura, psicólogos y sociólogos por pertenecer a profesiones sospechosas, jóvenes pacifistas, monjas y sacerdotes que habían llevado las enseñanzas de Cristo a barriadas miserables. Y amigos de cualquiera de ellos, y amigos de esos amigos, gente que había sido denunciada por venganza personal y por secuestrados bajo tortura.

Según Nora Veiras, después de 1983 personas o asociaciones con pensamiento próximo a la dictadura y por cierto nacionalismo conservador, hablan de "subversión" referidas a quienes ellas consideran que querían "subvertir" el orden constitucional para instaurar un gobierno socialista.
Los historiadores se refieren a las organizaciones armadas de izquierda que actuaban en las décadas de 1960 y 1970 en Argentina como «grupos terroristas», o «revolucionarios»,, o «guerrilleros», o «subversivos», También se usa el término «guerrilla» «terrorismo» y, en sentencias judiciales,  banda o asociación ilícita  terrorista